# Australosymmerus magnificus
Australosymmerus magnificus är en tvåvingeart som beskrevs av Munroe 1974. Australosymmerus magnificus ingår i släktet Australosymmerus och familjen hårvingsmyggor. Inga underarter finns listade i Catalogue of Life.